# David Snelson
David George Snelson, CB (* 27. Mai 1951) ist ein ehemaliger britischer Seeoffizier der Royal Navy, der zuletzt als Konteradmiral (Rear-Admiral) von 2004 bis 2006 Chef des Stabes (Kriegsführung) der Flotte war.

## Leben

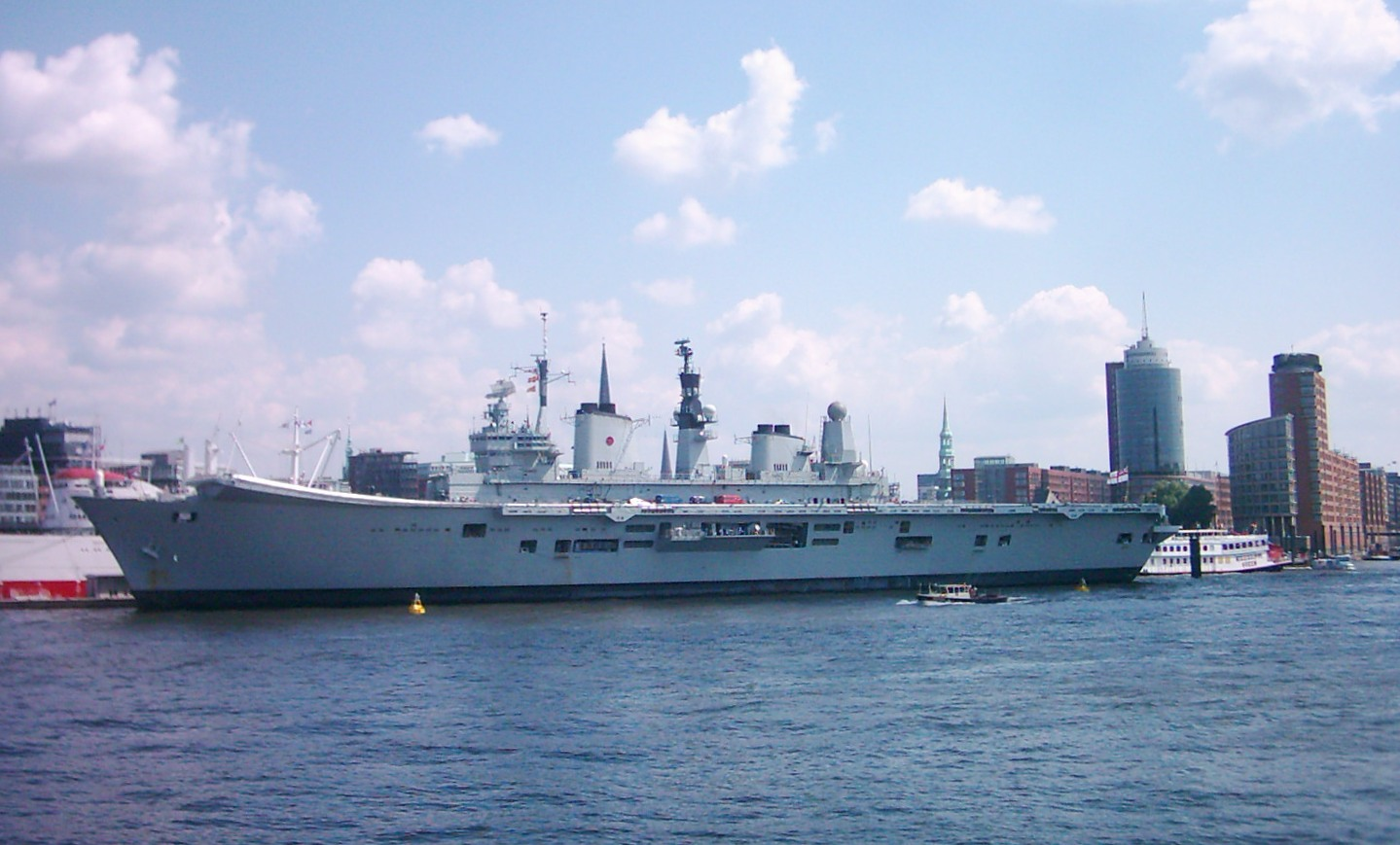
Kapitän zur See David Snelson war zwischen 2001 und 2002 Kommandant des Flugzeugträgers Ark Royal.

David George Snelson trat 1969 in die Royal Navy (RN) ein und war nach zahlreichen Verwendungen als Seeoffizier und Stabsoffizier als Kapitän zur See (Captain) zwischen 1997 und 1998 Kommandeur des 3. Zerstörergeschwaders (3rd Destroyer Squadron) sowie zugleich Kommandant der Liverpool, ein Zerstörer der Sheffield-Klasse. 1998 wechselte er ins Verteidigungsministerium des Vereinigten Königreichs und war als Kommodore (Commodore) im Marinestab (Naval Staff) zunächst zwischen 1998 und 1999 Direktor für Marineoperationen und Handel (Director of Naval Operations and Trade) sowie danach von 1999 bis September 2000 Direktor für Marinestabsdienste (Director of Navy Staff Duties). Daraufhin wurde er im Mai 2001 Kommandant des Flugzeugträgers Ark Royal und verblieb auf diesem Posten bis Juli 2002.
Im November 2002 wurde Snelson als Konteradmiral (Rear-Admiral) Nachfolger von Konteradmiral James Burnell-Nugent Kommandeur der Seestreitkräfte des Vereinigten Königreichs COMUKMARFOR (Commander, United Kingdom Maritime Forces) und verblieb auf diesem Posten bis zu seiner Ablösung durch Konteradmiral Charles Style im Mai 2004. 2004 wurde er Companion des Order of the Bath (CB). Zuletzt wurde er im Juni 2004 Chef des Stabes (Kriegsführung) der Flotte (Chief of Staff(Warfare), The Fleet) und hatte diese Funktion bis zu seinem Ausscheiden aus dem Militärdienst 2006.
Nach seinem Ausscheiden aus dem aktiven Militärdienst wurde David Snelson 2007 Chef-Hafenmeister der Londoner Hafenverwaltung (Chief Harbour Master, Port of London Authority) und übte dieses Amt bis 2011 aus. Danach war er zwischen 2011 und 2018 noch Mitglied des Aufsichtsrates der Marine- und Küstenwacheagentur (Maritime and Coastguard Agency) sowie der Hafenverwaltung von Milford Haven. Darüber hinaus wurde er 2013 noch Altbruder (Elder Brethren) der Corporation of Trinity House of Deptford Strond, der Leuchtfeuerverwaltung für England, Wales und die übrigen britischen Hoheitsgewässer.